# Château de Bellevue (Lisle-sur-Tarn)
Pour l’article homonyme, voir Château de Bellevue.
Le château de Bellevue, anciennement castel de Belbèze, est un château situé à Lisle-sur-Tarn, dans le Tarn, en région Occitanie (France). 
La bâtisse actuelle, de style néo-classique, remplace un ancien château-fort datant du Moyen Âge central.

## Historique
- Si vous ne connaissez pas le sujet, laissez ce bandeau (vous pouvez alors contacter les auteurs).
- Si vous supprimez le contenu mis en cause (vous pouvez préalablement contacter les auteurs),

argumentez précisément cette suppression dans la page de discussion
(un manque de référence n'est pas un argument ; une recherche réelle de référence doit avoir été effectuée, être formellement documentée).

### Origine
Un premier château occupe le site depuis le Moyen Âge central, et sert alors à défendre et contrôler un passage stratégique sur le Tarn. Il est alors connu sous le nom de Castel de Belbézé ou de Bellovidere (d'où Bellevue).  

### XIIIe siècle
Au XIIIe siècle, durant la croisade des albigeois, le château de Montégut, situé à quelques kilomètres au Nord, est détruit après le traité de Meaux de 1229, et ses habitants sont déplacés.  
En 1248, en accord avec le comte de Toulouse, Raymond VII, les seigneurs du château de Bellevue, nommés Béranger et Gautier de Saint-Jean, offrent l'édifice à ces pauvres gens, en échange de nombreuses terres à Montégut. Après ce don, la bastide de Lisle-sur-Tarn est créée par le comte, afin de reloger les anciens habitants de Montégut. Le but est alors d'éviter tout conflit entre les seigneurs et la nouvelle cité. 
Le château passe alors aux mains d'Alphonse de Poitiers, lorsque celui-ci devient comte de Toulouse en 1249. Après avoir été rallié au domaine royal, le roi Jean II l'offre à son sénéchal de Toulouse, Regnault d'Aubigny. L'édifice devient ensuite une résidence occasionnelle pour le duc de Berry.

### Guerres de Religion
Durant les guerres de Religion, la cité de Lisle-sur-Tarn est majoritairement catholique, même si en 1577, les soldats huguenots venus de Castres s'en emparent. 
Après le traité de Nérac de 1579, une décision commune de la reine Catherine de Médicis et de Henri III de Navarre (futur roi Henri IV, alors chef des protestants), met en place une chambre de justice dépendante du Parlement de Toulouse dans la ville. Ainsi, le 22 juin 1579, et pour quelque temps seulement, cette chambre de justice s'installe dans le château de Bellevue.

### Du XVIIe à la Révolution
En 1636, l'édifice est acquis par Pierre Desplats, déjà seigneur de Gragnague. Conseiller puis président du Parlement de Toulouse, sa fille se marie avec un membre de la famille du Puget de Gau, une famille de noblesse de robe toulousaine, qui reçoit l'édifice en dot. Ses descendants le conserveront jusqu'en 1808, n'étant point inquiétés par la Révolution française

### Du XIXe à aujourd'hui
Le dernier seigneur de cette famille, Charles Pie du Puget (1767-1834), reconstruit le château dans sa totalité, après avoir rasé l'ancien. En 1809, il le vend finalement à Charles Louis Maxime de Chastenet de Puységur pour 75 000 francs. Ce dernier avait émigré lors de la Révolution, pour ne rentrer en France qu'en 1809, où il occupe de hautes fonctions. Tout d'abord sous-préfet à Gaillac, il est ensuite nommé préfet des Landes puis de Dordogne. chevalier de Saint Louis et de la Légion d'Honneur, il meurt en 1839, date à laquelle sa fille Sophie Marie de Vogoridy hérite du château. Celle-ci, peu intéressée par la demeure, en fait don à la Société française de secours aux blessés militaires. 
Cette dernière le conserve jusqu'en 1937, lorsqu'il est vendu aux enchères et acquis par un certain Ernest Salvet, qui exploite le domaine associé à la bâtisse. C'est ensuite la commune de Lisle-sur-Tarn qui le rachète en 1973, et l'ouvre à des associations. Il sert alors par exemple d'école de musique, malgré l'état de délabrement de la toiture, qui occasionne régulièrement de graves dégâts d'eau dans plusieurs pièces.

## Architecture

### Extérieur
Le château de Bellevue, situé à environ 400 m au Nord de la cité, se trouve sur les bords du Tarn. Cet édifice se compose d'un plan en U, s'organisant autour d'une cour d'honneur. Le corps de logis, sur trois étages, plus un de soubassement, s'étend sur près de 30 mètres de long et présente des façades austères à neuf travées symétriques, avec un léger perron et une porte encadrée de moulures. En brique cuite, il présente des encadrements d'ouvertures en brique rouge. La différence majeure entre la façade principale et celle arrière, est le léger décrochement des cinq travées centrales de la principale. 

Les deux ailes s'articulant autour de ce corps de logis sont bien moins hautes que lui, ne possédant qu'un rez-de-chaussée. Leurs façades principales sont en brique rouge, alors que les autres faces sont en simples moellons de grès. L'aile nord est ouverte par trois arcades de plein cintre, là où celles de l'aile sud ont été murées, ne laissant qu'une simple porte d'entrée. Autrefois, ces deux bâtiments servaient sûrement d'écuries et de remises.

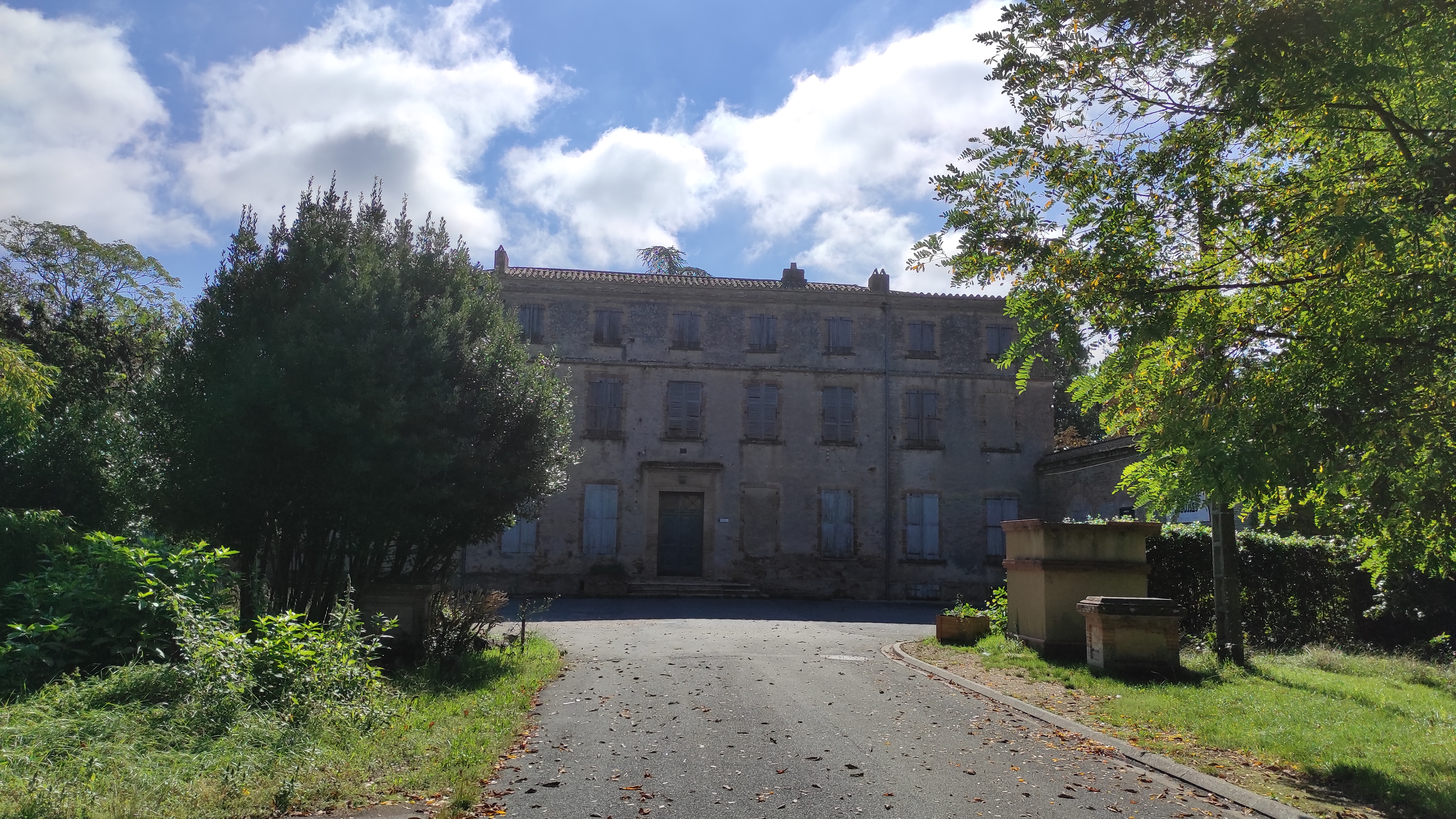
Vue d'ensemble
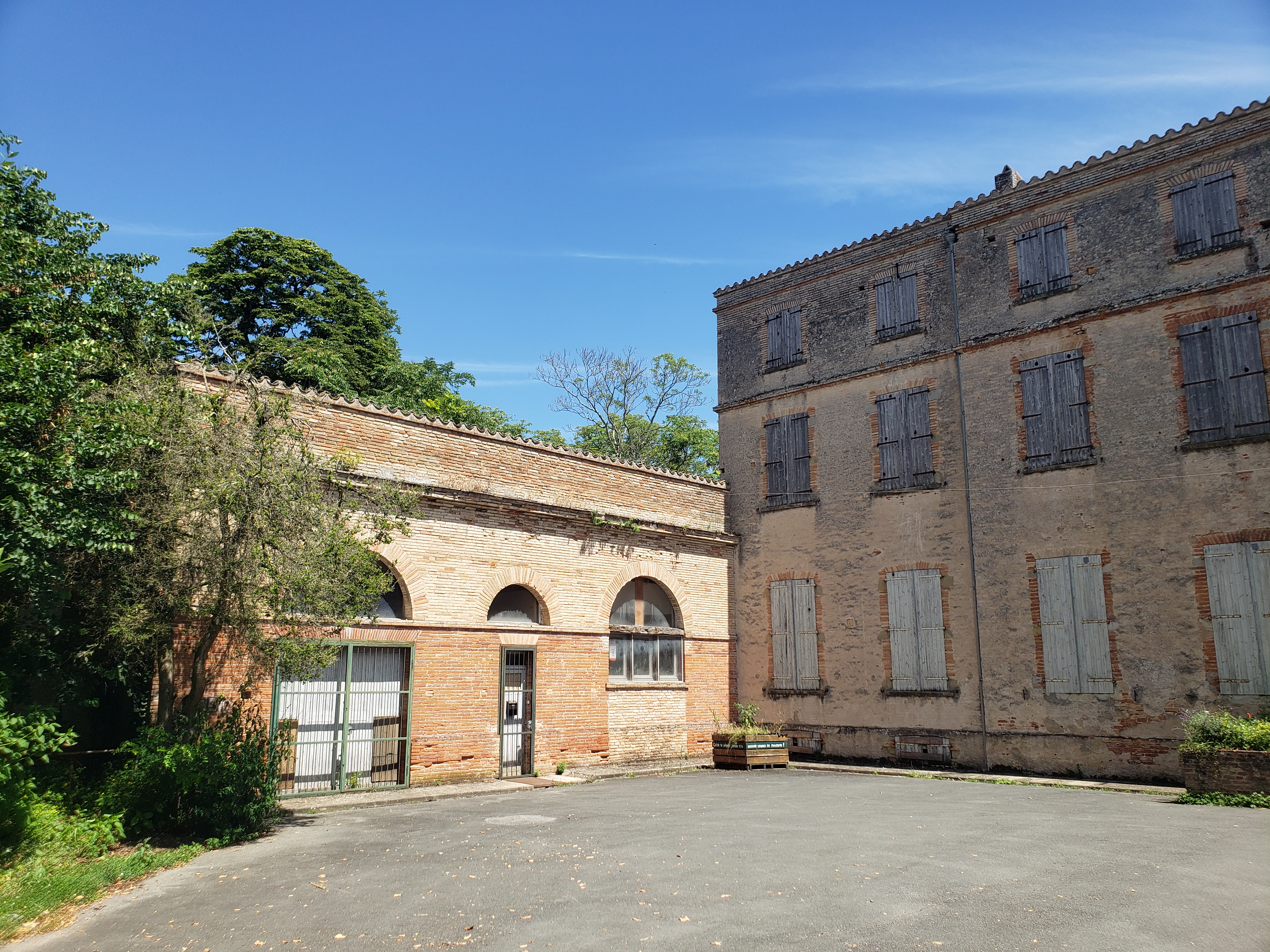
Une des ailes du château
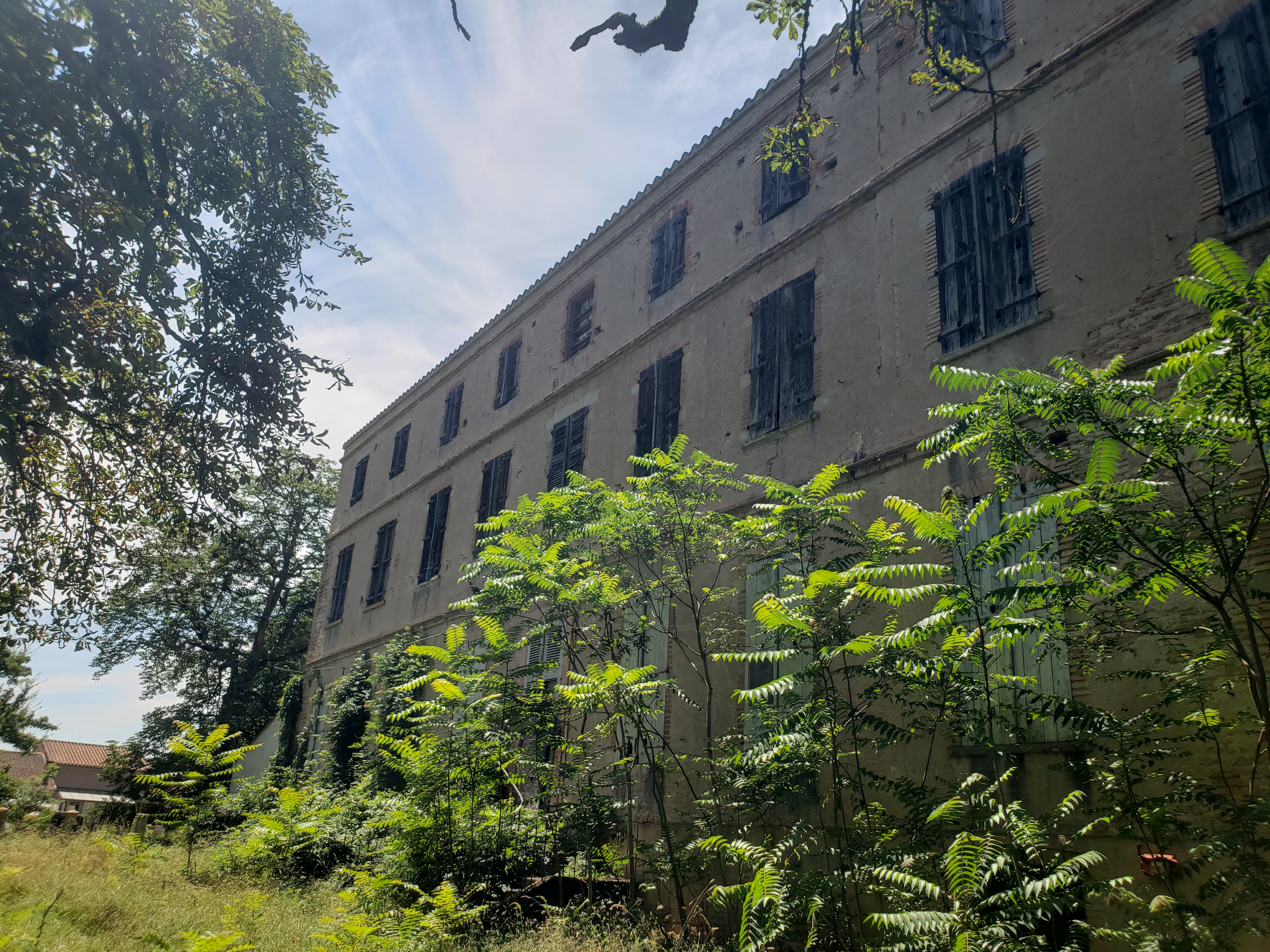
Façade arrière

### Intérieur
L'intérieur du corps de logis, malgré un état de délabrement partiel, possède encore des meubles d'époque, tel qu'un magnifique poêle en faïence blanche orné d'une salamandre. Les nombreuses cheminées de l'édifice sont décorées de gypserie, pilastres, chapiteaux ioniques ou frontons triangulaires ou semi-circulaires.
L'étage de soubassement, séparé en plusieurs pièces, est voûté dans sa totalité. Une de ces salles servait de cuisines au château, utilité passée rappelée par la présence d'un évier en pierre, du four, d'une grande cheminée et de petites salles de réserves. Le soubassement de l'aile Sud était dédié à la vinification, et servait de chai, ce dont témoignent les structures maçonnées permettant le maintien des tonneaux. On y accède depuis l'extérieur, et elle communique avec une salle se trouvant sous le corps de logis, qui aurait pu servir de cuvier ou de pressoir. Le soubassement de l'aile Nord est quant à lui une simple salle voûtée sans utilité particulière apparente.

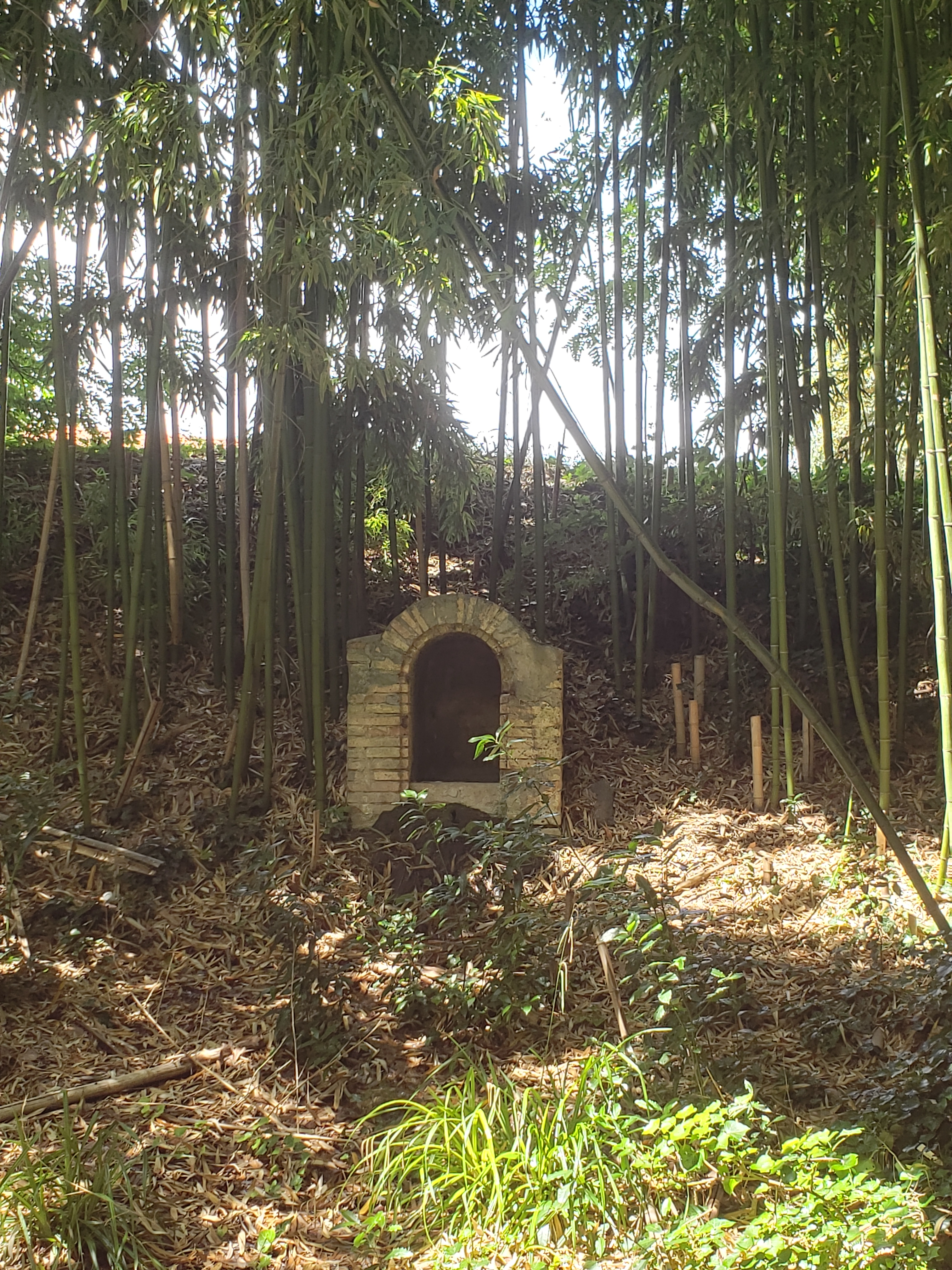
Une fontaine dans le parc du château

### Domaine du château
Le domaine du château comportait de nombreuses dépendances, dont certaines ont aujourd'hui disparu. En 1808, sur l'acte de vente, deux moulins à eau sont cités, et un de plus en 1830 (sur le plan cadastral). Deux d'entre eux se trouvaient sur le ruisseau des Cassarous, le troisième sur une dérivation qui contourne le château par le Nord-Ouest et qui pourrait être un ancien fossé de défense, datant de l'époque où la bâtisse était un château-fort. Détruits au cours des XIXe et XXe siècles, il n'en demeure aujourd'hui que quelques traces cachées sous la végétation. On trouve aussi une métairie, datant de la fin du XIXe siècle, et réaménagée récemment.